# Samantha Hill
Pour les articles homonymes, voir Hill.
Ne doit pas être confondu avec Sami Hill.
Samantha Hill, née le 22 novembre 1994 à Brooklyn (New York, États-Unis) est une joueuse canadienne de basket-ball.

## Biographie
Elle est sélectionnée dans les équipes canadiennes chez les jeunes. En 2012, elle se classe quatrième du championnat des Amériques U18, puis neuvième du championnat du monde U19 de 2013. En 2017, elle intègre l'équipe senior et devient championne des Amériques.
En avril 2020, après trois saisons en Allemagne avec Donau-Ries à Nördlingen (11,4 points avec 33,1% aux 2-points et 30,4% aux 3-points, 5,3 rebonds et 1,6 passe décisive pour une évaluation moyenne de 6,5 en 32 minutes de jeu), elle s'engage en LFB avec Nantes-Rezé en LFB.

## Palmarès
- 1re du championnat des Amériques 2017[3]

## Distinctions personnelles
- Meilleur cinq académique (2017[3])